# Чупренко Микола Іванович
Микола Іванович Чупренко (нар. 8 січня 1938, село Хотмижськ, тепер Бєлгородської області, Російська Федерація) — український діяч, командувач внутрішніх військ МВС СРСР по Українській РСР і РСР Молдова, генерал-лейтенант. Член ЦК КПУ в червні 1990 — серпні 1991 року.

## Біографія
У 1958—1985 роках — у Внутрішніх військах МВС СРСР: курсант, командир взводу, начальник фізичної підготовки, командир батальйону, командир полку, командир дивізії.
Член КПРС з 1961 року.
У 1971 році закінчив Військову академію імені Фрунзе.
У 1986—1990 роках — командувач внутрішніх військ МВС СРСР Північно-Кавказького округу.
У 1990 — січні 1992 року — командувач внутрішніх військ МВС СРСР по Українській РСР і РСР Молдова.
5 січня 1992 — 30 травня 1993 року — командувач внутрішніх військ МВС України.
Потім — у відставці. Проживав у місті Ростові-на-Дону, Російська Федерація.

## Звання
- генерал-майор
- генерал-лейтенант